# سیارک ۲۵۷۴۴
سیارک ۲۵۷۴۴ (به انگلیسی: 25744 Surajmishra، نامگذاری:2000AW233)۲۵۷۴۴مین سیارک کشف شده‌است که در ۰۵ ژانویه ۲۰۰۰ کشف شد.